# Batali River
Batali River är ett vattendrag i Dominica.   Det ligger i parishen Saint Joseph, i den västra delen av landet, 18 km norr om huvudstaden Roseau.